# Solarpark Krempendorf
Der Solarpark Krempendorf erstreckt sich auf einer Fläche von rund 33 Hektar und ist mit einer Leistung von 24,2 MWp der erste Bauabschnitt eines 50-Megawatt-Projektes nördlich von Krempendorf in Marienfließ in der brandenburgischen Region Prignitz. Das Solarkraftwerk wurde von der Parabel Projekte GmbH & Co. Krempendorf KG geplant und realisiert. Seit Juli 2013 ist die Anlage im Eigentum des Luxemburger Infrastrukturfonds FP Lux Investments SA und wird durch den Schweizer Anlageberater re:cap global investors ag betreut.
Die Freiflächenanlage wurde, wie der Solarpark Jännersdorf, auf dem ehemaligen Truppenübungsplatz Jännersdorf errichtet. Nach einer aufwendigen Entmunitionierung wurden in vier Wochen von dem Unternehmen Schletter mehr als 100.000 Photovoltaik-Module, sowie die dazugehörigen Modultische verbaut. Für die Umwandlung des Gleichstroms in Wechselstrom sorgen 28 zentrale und 252 dezentrale Solarwechselrichter.
Der Netzanschluss des Parks erfolgte im Januar 2013 über eine neu gebaute Trasse mit einer 20-kV-Leitung nach Falkenhagen, in das ebenfalls neu errichtete Umspannwerk Sadenbeck. Von dort wird die elektrische Energie in das 110-kV-Netz der e.dis eingespeist.